# District de Farap
Le district de Farap est un district du Turkménistan situé dans la province de Lebap.
Son centre administratif est la ville de Farap (en).

## Source
- (en) Cet article est partiellement ou en totalité issu de l’article de Wikipédia en anglais intitulé « Farap District » (voir la liste des auteurs).